# Dendrobium guttenbergii
Dendrobium guttenbergii är en orkidéart som beskrevs av Johannes Jacobus Smith. Dendrobium guttenbergii ingår i släktet Dendrobium, och familjen orkidéer. Inga underarter finns listade i Catalogue of Life.